# مگان توهی
مگان توهی روزنامه‌نگار نیویورک تایمز و اهل ایالات متحده آمریکا است. او گزارش تحقیقی برای رویترز، شیکاگو تریبون، و میلواکی ژورنال سنتینل نوشته‌است. گزارش‌های تحقیقاتی توهی پزشکان استثمارگر را افشا کرده‌است، کیت‌های تجاوز جنسی آزمایش‌نشده را فاش کرده و شبکهٔ مخفی زیرزمینی از کودکان ناخواسته رها شده را کشف کرده‌است. گزارش‌های تحقیقاتی او منجر به محکومیت‌های جنایی شده و به وضع قوانین جدید با هدف حمایت از افراد آسیب‌پذیر و کودکان کمک کرده‌است.
در ۵ اکتبر ۲۰۱۷، توهی و جودی کانتور، دیگر روزنامه‌نگار نیویورک تایمز، گزارشی دربارهٔ هاروی واینستین منتشر کردند که در آن دهه‌ها اتهامات سوء استفاده جنسی را شرح می‌داد و بیش از ۸۰ زن علناً واینستین را به آزار یا تجاوز جنسی متهم کردند. این رسوایی منجر به اخراج واینستین شد و به مشتعل شدن جنبش #MeToo جنبش من هم که توسط فعال آمریکایی تارانا برک آغاز شد کمک کرد. این اثر در سال ۲۰۱۸، زمانی که نیویورک تایمز جایزه پولیتزر ۲۰۱۸ را برای خدمت عمومی دریافت کرد، مورد تقدیر قرار گرفت. کانتور و توهی برنده جایزه جورج پولک شدند و در فهرست ۱۰۰ نفر از تاثیرگذارترین افراد سال مجله تایم قرار گرفتند. توهی و کانتور متعاقباً کتابی با عنوان آن زن گفت نوشتند. این کتاب در سال ۲۰۱۹ منتشر شد و در سال ۲۰۲۲ به فیلمی به همین نام منتشر شد. توهی علاوه بر برنده شدن جایزه پولیتزر ۲۰۱۸ برای خدمت عمومی، فینالیست جایزه پولیتزر برای گزارشگری تحقیقی در سال ۲۰۱۴ نیز بود.